# Dupree, Dakota de Sud
Dupree este un oraș și din comitatul Ziebach statul South Dakota, Statele Unite ale Americii. Populația localității fusese de 525 de locuitori la data recensământului din  anul 2010. Dupree este sediul comitatului Ziebach. GR6

## Geografie
Conform datelor deținute de United States Census Bureau, orașul are o suprafață totală de 1.0 km² (sau 0.4 square miles), totul uscat.
Codul poștal al Dupree (ZIP code) este 57623, iar codul său FIPS este 17420.